# Dyrekcja Ceł „Poznań”
Dyrekcja Ceł „Poznań” – organ celny  II Rzeczypospolitej.
Dyrekcja Ceł „Poznań” utworzona została w połowie 1921 roku. W jego skład wchodziły cztery wydziały: administracyjny, postępowania celnego, rachunkowości i kontroli fachowej. Za sprawy służby granicznej odpowiedzialny był wydział administracyjny, a za sprawy postępowania celnego wydział celny. Do 1927 roku dyrekcja posiadała kompetencje nadzoru ochrony polskiej granicy państwowej przez jednostki Straży Celnej na terenie byłego zaboru pruskiego.
Swoim zasięgiem obejmowała rejon ówczesnych województw: kieleckiego, łódzkiego, poznańskiego oraz pomorskiego do 1918 roku wchodzących w skład zaboru pruskiego. Kontrolowała działanie 9 inspektoratów Straży Celnej, którym podlegało 51 komisariatów i 332 placówki Straży Celnej.  Łączna długość linii granicznej to 1312 kilometrów.Na bazie jednostek granicznych Straży Celnej podległych poznańskiej Dyrekcji Ceł, w kwietniu 1928 roku utworzono w Poznaniu Wielkopolski Inspektorat Okręgowy Straży Granicznej  oraz Pomorski Inspektorat Okręgowy Straży Granicznej w Bydgoszczy.

## Inspektoraty Straży Celnej podległe poznańskiej Dyrekcji Ceł
Dyrekcji podlegało dziesięć Inspektoratów Straży Celnej (w 1926 -9), 86 wyższych i 2683 niższych funkcjonariuszy:
- Inspektorat Straży Celnej „Działdowo”
- Inspektorat Straży Celnej „Grudziądz”
- Inspektorat Straży Celnej „Wejherowo”
- Inspektorat Straży Celnej „Kościerzyna”
- Inspektorat Straży Celnej „Chojnice”
- Inspektorat Straży Celnej „Chodzież”
- Inspektorat Straży Celnej „Międzychód”
- Inspektorat Straży Celnej „Leszno”
- Inspektorat Straży Celnej „Ostrów”